# 保良局陳守仁小學
保良局陳守仁小學（英語：Po Leung Kuk Camões Tan Siu Lin Primary School）為一所位於油麻地的小學，前身為成立於1950年代的葡僑學校。學校於1996年由保良局接管辦學，於1999年更名為現名。於2000／2001學年轉為直接資助計劃學校，為全港首批直資小學之一。學校以英語為主要教學語言，並深受家長歡迎為子女報讀。
在2022香港最具教育競爭力小學50強龍虎榜中排名第30位。

## 簡介
學校前身為於約1955年由葡僑教育及福利基金成立的賈梅士學校（Portuguese Community Schools, Inc., Escola Camões，又名葡僑學校），座落於九龍佐敦覺士道7號（即保良局陳維周夫人紀念學校前校舍），初期涵蓋幼稚園及小學教育服務。1996年，學校被保良局接管辦學，並於1999年遷往現今海庭道校舍及合併上、下午校為全日制小學，並獲得陳守仁博士捐助，學校亦重新命名為「保良局陳守仁小學」。原有校舍則轉為開辦優質新來港學童啟動課程，並改名為「保良局賈梅士學校」。
由於遷入現址時，需按政府政策改用中文授課，此校決定於1999年11月申請轉為直資，以期恢復以英文授課。至2000／2001年度，此校成為第一批參與直接資助學校計劃的小學。
該校競爭非常激烈，於2017年收到8100份申請，競逐150個小一學額，為全港最多人報讀的直資小學。。
值得一提的是，此校亦是全港最後一批由政府直接興建的小學靈活式校舍之一，於1998年3月動工，由安保工程承建。

## 學習情況
該校以英語作為主要學習語言。除英文外，學生需修讀以下科目：
- 中文（以普通話或廣東話作為教學語言）
- 數學
- 常識
- 視覺藝術
- 音樂
- 體育
- 基礎法語/基礎日語/基礎西班牙文

該校要求所有本地學生修讀基礎日語、基礎法語或基礎西班牙文任何一項課程，而所有非華裔學生需修讀法語及基礎中文課程。學校亦有攀石場、游泳池（現已完成翻新）、有機園圃及太陽能發電系統等設備。

## 歷任校長
- 沙利士女士（1955年-？，創校校長）
- 何程亞男女士[10]（？-1996年）
- 梅玉萍女士（1996年-1999年）[11]
- 羅錦麗女士（1999年-2003年，由同系田家炳小學下午校調任）[12]
- 李陳秀娟女士（2003年-2007年）
- 楊永明先生（2007年-2021年，由同系莊啟程小學調任）
- 周智銘先生（2021年起，現任校長）

## 學校出版書籍
- 期待無限的可能（页面存档备份，存于）  作者：楊永明、陳栢霖（2015年6月出版）ISBN 9789881438638
- 園來自有機（页面存档备份，存于）  作者：保良局陳守仁小學有機園圃（2016年6月出版）ISBN 9789888380589
- 任何一天，任何一刻，也可以是新的開始⋯⋯（页面存档备份，存于）  作者：陳栢霖 (文字)、李芷羚 (設計及美術)（2020年8月出版）ISBN 9789888664726

## 著名/傑出校友
賈梅士學校舊生
- 翁靜晶：前香港女藝人[註 1]
- 杜麗莎：香港女歌手[註 2]
- 韋綺姍：香港女歌手
- 洪天明：香港男藝人

保良局陳守仁小學舊生
- 梁洛施：前香港女演員
- 惠林：韓國女歌手，前 Wonder Girls 成員
- 陳偉洪：香港男演員 (2003年畢業)
- 黎俊浩：香港流行音樂製作人 (2006年畢業)[13]
- 伍家朗：香港男子羽毛球運動員
- 王珞僖：香港男子田徑運動員，第三屆夏季青年奧林匹克運動會男子110米欄銅牌

## 傳媒報導
- 【校長專訪】自家有機園圃教種植也教做人　陳守仁新任校長︰克服困難 享好成果 （页面存档备份，存于） TOPick
- 小一面試│保良局陳守仁設兩輪面見及家長面談　著重校生表達能力hk01
- 保良局陳守仁小學 高級副校長接任校長 嘗結合靜觀天文 加強身心靈發展 （页面存档备份，存于） 星島日報 親子王
- 以種子論學生　陳守仁小學校長：收生不看家庭背景（页面存档备份，存于）香港經濟日報
- 香港故事 - 民間，集氣！：良食有心人 （页面存档备份，存于） RTHK 香港電台
- 體驗式學習：「種」出成長路（页面存档备份，存于）  教育城電子報
- 教室屋頂上開闢菜園，保良局陳守仁小學以農為師（页面存档备份，存于）  親子天下 2019 教育創新 100